# Марс-3
«Марс-3» — советская автоматическая межпланетная станция (АМС) четвёртого поколения космической программы «Марс». Одна из трёх АМС серии М-71. Станция «Марс-3» предназначена для исследования Марса как с орбиты, так и непосредственно на поверхности планеты. АМС состояла из орбитальной станции — искусственного спутника Марса и спускаемого аппарата с автоматической марсианской станцией.
Первая в мире мягкая посадка спускаемого аппарата на Марс и единственная в советской космонавтике. Передача данных с автоматической марсианской станции началась через 1,5 минуты после её посадки на поверхность Марса, но прекратилась через 14,5 секунд.

## Технические характеристики
- Масса АMC при запуске: 4625 кг[2]
- Масса орбитальной станции при запуске: 3625 кг
- Масса спускаемого аппарата при запуске: 1000 кг
- Масса спускаемого аппарата при входе в атмосферу Марса: нет сведений из авторитетных источников
- Масса автоматической марсианской станции: 355 кг (после мягкой посадки на Марс)

## Конструкция

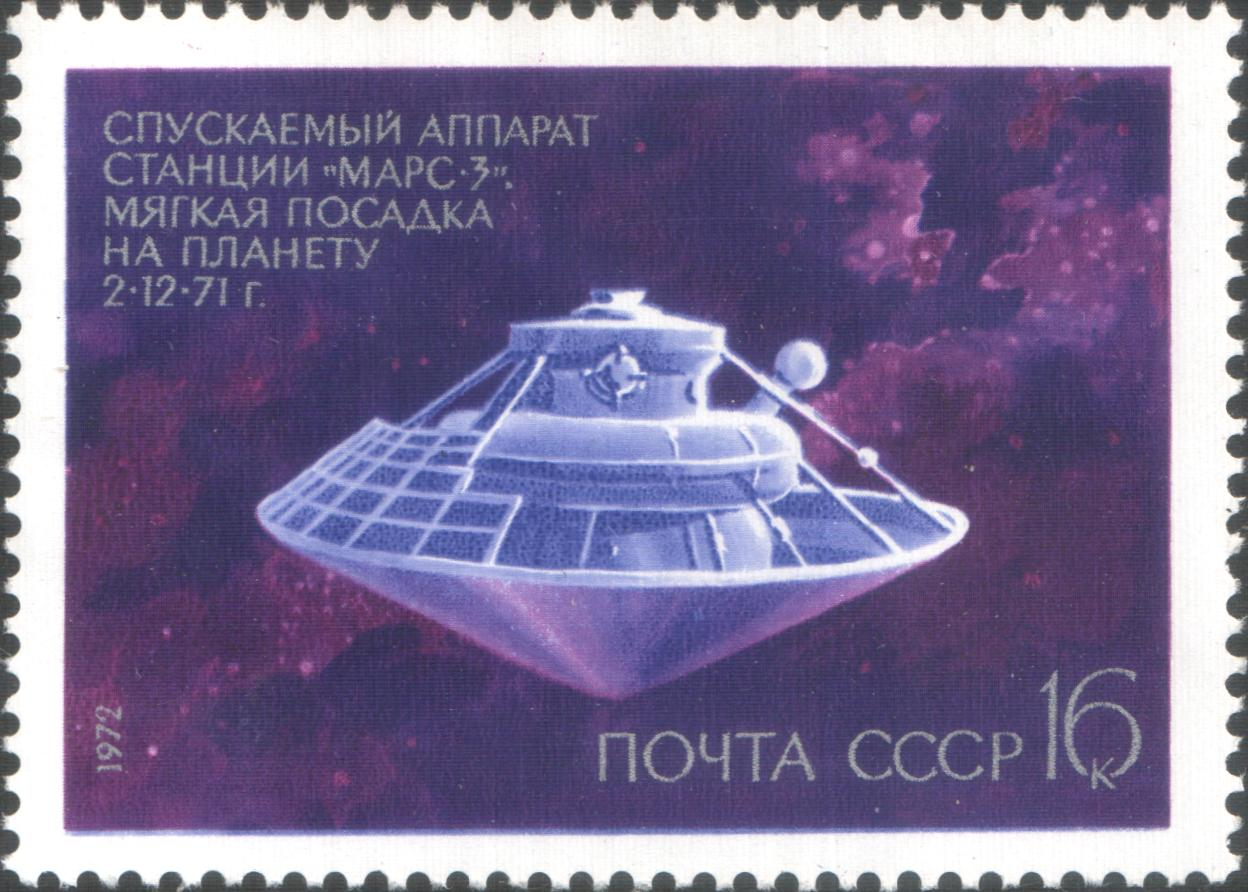
Почтовая марка СССР. 1972. Спускаемый аппарат станции «Марс-3»

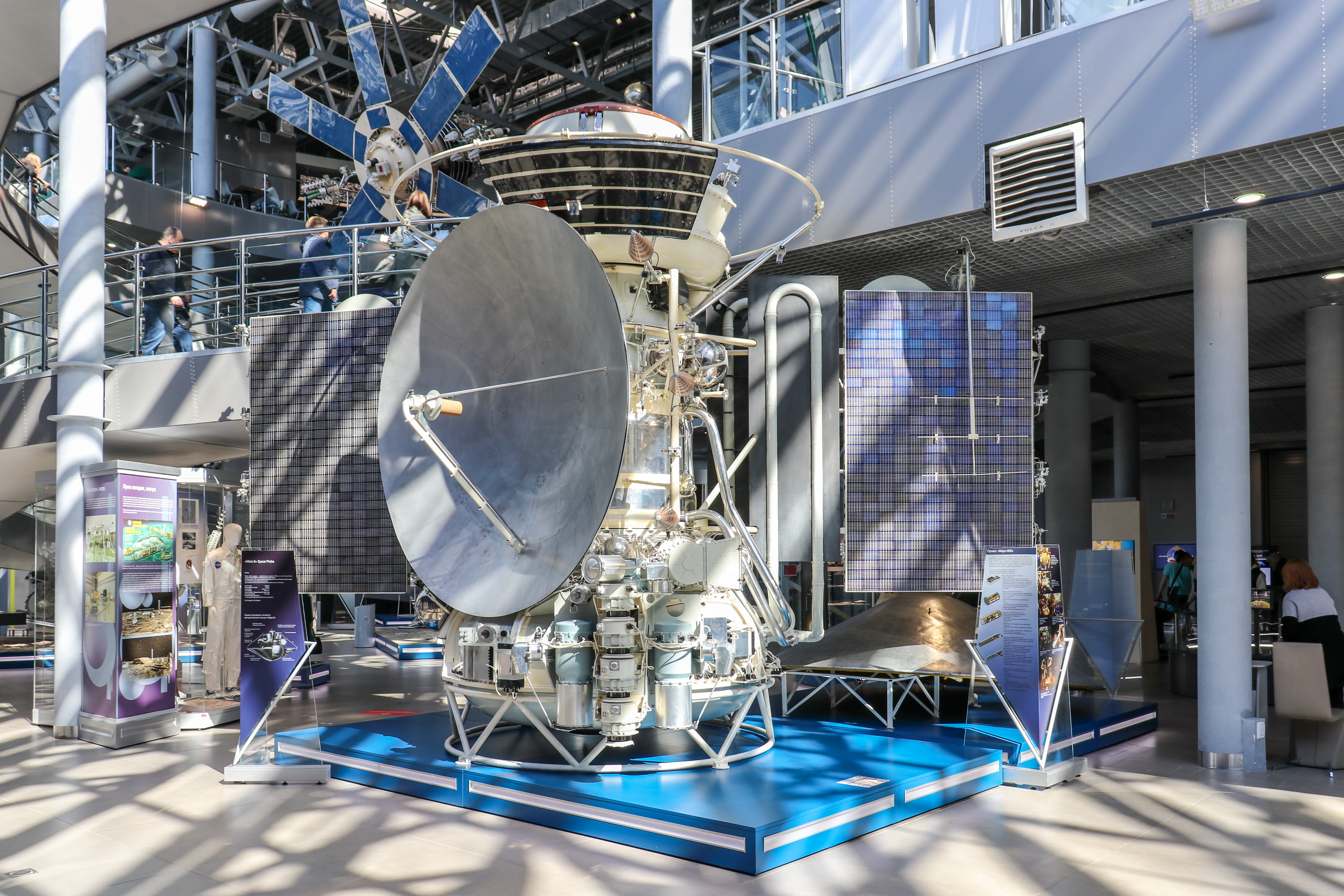
АМС «Марс-3» в Государственном музее истории космонавтики имени К. Э. Циолковского

АМС «Марс-3» разработана в НПО имени С. А. Лавочкина, она состояла из орбитальной станции — искусственного спутника и спускаемого аппарата с автоматической марсианской станцией. Компоновку АМС предложил молодой конструктор Владимир Андреевич Асюшкин. Система управления, массой 167 кг и потребляемой мощностью 800 ватт, разработана и изготовлена НИИ автоматики и приборостроения.
Основу орбитальной станции составлял блок баков главной двигательной установки цилиндрической формы. К этому блоку крепились панели солнечных батарей, параболическая остронаправленная антенна, радиаторы системы терморегулирования, спускаемый аппарат и приборный отсек.
Приборный отсек представлял собой тороидальный герметичный контейнер, в котором размещались бортовой вычислительный комплекс, системы навигации и ориентации и другие системы. Снаружи на приборном отсеке крепились приборы астронавигации.
Межпланетная станция оборудована системой космической автономной навигации. В системе использовался оптический угломер. За 7 часов до прилёта к Марсу прибор должен был провести первое измерение углового положения Марса относительно базовой системы координат. Данные измерений передавались в бортовой компьютер системы управления, который рассчитывал вектор третьей коррекции, необходимый для перевода станции на номинальную траекторию. По результатам расчётов система управления космического аппарата без вмешательства с Земли выдавала команды на выполнение коррекции.
Прототипом системы управления являлась вычислительная система лунного орбитального корабля, ядром которой была БЦВМ С-530 на элементах типа «Тропа».

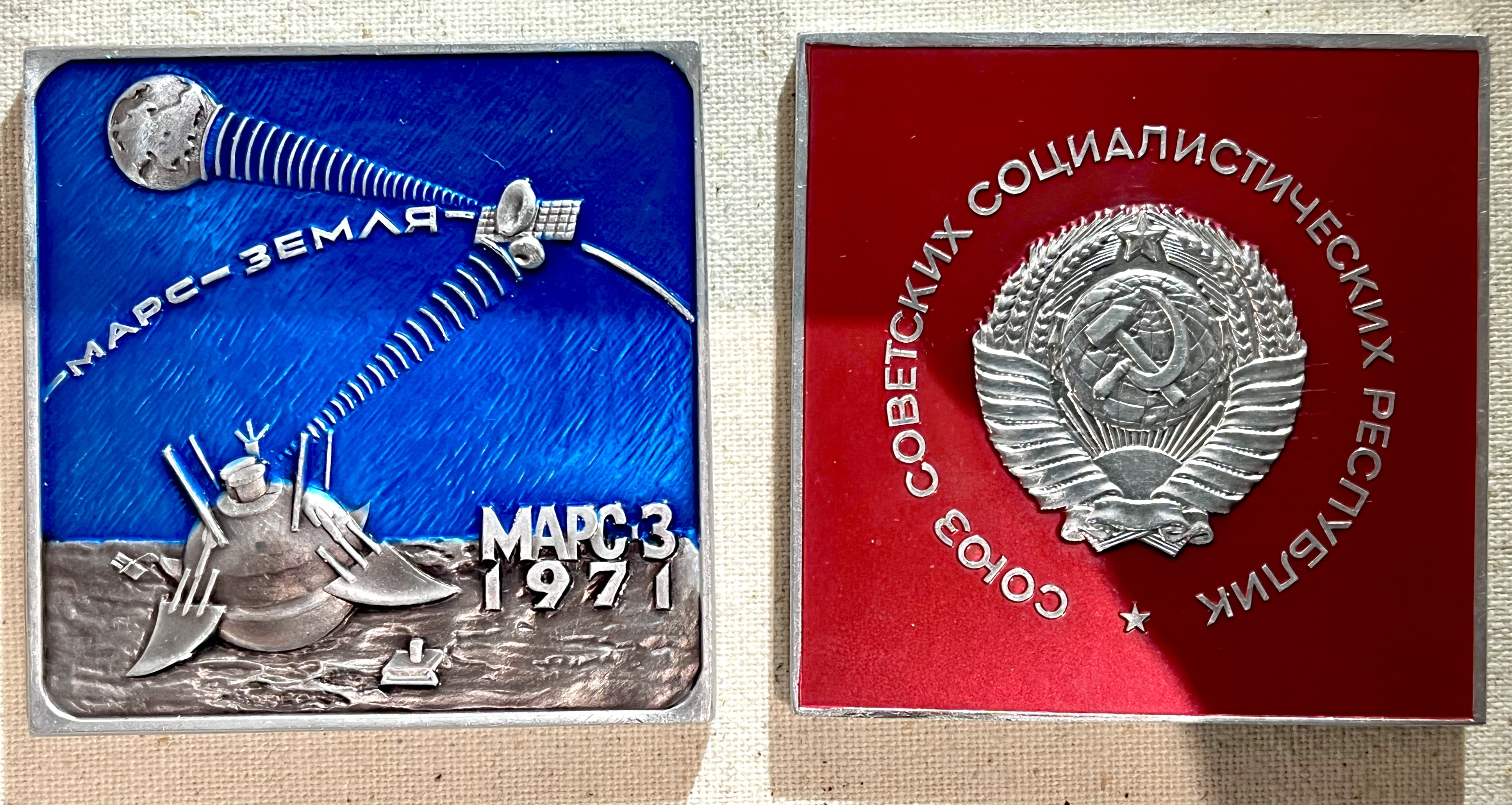
Памятные доски на борту «Марс-3»

Спускаемый аппарат представлял собой конический аэродинамический тормозной экран диаметром 3,2 метра и углом у вершины 120 градусов, закрывающий автоматическую марсианскую станцию (по форме близкую с сферической). Сверху на автоматической марсианской станции был прикреплён стяжными лентами тороидальный приборно-парашютный контейнер, содержавший в себе вытяжной и основной парашюты, и приборы, необходимые для обеспечения увода, стабилизации, осуществления схода с околомарсианской орбиты, торможения и мягкой посадки, и соединительная рама. На раме размещены твердотопливный двигатель перевода спускаемого аппарата с пролётной на попадающую траекторию и агрегаты системы автономного управления для стабилизации спускаемого аппарата после его расстыковки с орбитальной станцией. На борту спускаемого аппарата также был закреплён вымпел с изображением Государственного герба СССР. Перед полётом спускаемый аппарат был подвергнут стерилизации.
В состав автоматической марсианской станции входил марсоход ПрОП-М.

## Полёт
Станция была запущена с космодрома Байконур при помощи ракеты-носителя «Протон-К» с дополнительной 4-й ступенью — разгонным блоком Д 28 мая 1971 года в 18:26:30 по московскому времени. В отличие от АМС предыдущего поколения, «Марс-3» был сначала выведен на промежуточную орбиту искусственного спутника Земли, а затем разгонным блоком Д переведён на межпланетную траекторию.
Полёт к Марсу продолжался более 6 месяцев. 8 июня и в ноябре 1971 года были успешно проведены коррекции траектории движения. До момента сближения с Марсом полёт проходил по программе. Прилёт станции к планете совпал с большой пылевой бурей. Пылевая буря началась 22 сентября 1971 года в светлой области Noachis в южном полушарии. К 29 сентября охватила двести градусов по долготе от Ausonia до Thaumasia. 30 сентября закрыла южную полярную шапку. Мощная пылевая буря затрудняла научные исследования поверхности Марса с искусственных спутников «Марс-2», «Марс-3», «Маринер-9». Только около 10 января 1972 года пылевая буря прекратилась и Марс принял обычный вид.
2 декабря 1971 года была проведена третья коррекция траектории. Коррекция была выполнена с помощью бортовой автоматики без использования наземных средств. Система автономной астроориентации станции обеспечила её ориентацию и определила положение станции относительно Марса. Полученные данные были автоматически введены в бортовую электронно-вычислительную машину, которая рассчитала величину и направление корректирующего импульса и выдала необходимые команды для проведения коррекции. После проведения третьей коррекции станция вышла на траекторию, проходящую на расстоянии 1500 км от поверхности Марса.
Спускаемый аппарат станции «Марс-3» совершил первую в мире мягкую посадку на поверхность Марса 2 декабря 1971 года.
Посадка началась после третьей коррекции межпланетной траектории полёта и отделения спускаемого аппарата от орбитальной станции. Перед отделением станция «Марс-3» была сориентирована так, чтобы спускаемый аппарат после отделения мог двигаться в требуемом направлении. Отделение произошло в 12 часов 14 минут московского времени 2 декабря, когда АМС подлетала к планете, до торможения орбитальной станции и перехода её на орбиту спутника Марса. Через 15 минут сработал твердотопливный двигатель перевода спускаемого аппарата с пролётной траектории на траекторию встречи с Марсом. Получив дополнительную скорость, равную 120 м/с (432 км/ч), спускаемый аппарат направился в расчётную точку входа в атмосферу. Затем система управления, размещённая на ферме, развернула спускаемый аппарат коническим тормозным экраном вперёд по направлению движения, чтобы обеспечить правильно ориентированный вход в атмосферу планеты. Для поддержания спускаемого аппарата в такой ориентации во время полёта к планете была осуществлена гироскопическая стабилизация. Раскрутка аппарата по продольной оси проводилась с помощью двух малых твердотопливных двигателей, установленных на периферии тормозного экрана. Ферма с системой управления и двигателем перевода, ставшая теперь ненужной, была отделена от спускаемого аппарата.
Полёт от разделения до входа в атмосферу продолжался около 4,5 часов. По команде от программно-временного устройства были включены два других твердотопливных двигателя, также расположенных на периферии тормозного экрана, после чего вращение спускаемого аппарата прекратилось. В 16 часов 44 минуты спускаемый аппарат вошёл в атмосферу под углом, близким к расчётному, со скоростью около 5,8 км/с, и началось аэродинамическое торможение. В конце участка аэродинамического торможения ещё на сверхзвуковой скорости полёта по команде датчика перегрузки с помощью порохового двигателя, расположенного на крышке отсека вытяжного парашюта, был введён вытяжной парашют. Спустя 1,5 секунды с помощью удлинённого заряда разрезался торовый парашютный отсек, и верхняя часть отсека (крышка) была уведена от спускаемого аппарата вытяжным парашютом. Крышка, в свою очередь, ввела основной парашют с зарифлённым куполом. Стропы основного парашюта крепились за связку твердотопливных двигателей, которые уже крепились непосредственно к спускаемому аппарату.
Когда аппарат затормозился до околозвуковой скорости, то по сигналу от программно-временного устройства была проведена разрифовка — полное раскрытие купола основного парашюта. Спустя 1—2 секунды был сброшен аэродинамический конус и открылись антенны радиовысотомера системы мягкой посадки. За время спуска на парашюте в течение нескольких минут скорость движения снизилась примерно до 60 м/с (216 км/ч). На высоте 20—30 метров по команде радиовысотомера был включён тормозной двигатель мягкой посадки. Парашют в это время был уведён в сторону другим ракетным двигателем, чтобы его купол не накрыл автоматическую марсианскую станцию. Спустя некоторое время двигатель мягкой посадки выключился, и спускаемый аппарат, отделившись от парашютного контейнера, опустился на поверхность. При этом парашютный контейнер с двигателем мягкой посадки с помощью двигателей малой тяги был уведён в сторону. В момент посадки толстое пенопластовое покрытие защитило станцию от ударной нагрузки. Посадка была осуществлена между областями Электрида и Фаэтонтия. Координаты точки посадки 45° ю. ш. 158° з. д. / 45° ю. ш. 158° з. д. на плоском дне крупного кратера Птолемей, западнее кратера Реутов, и между малыми кратерами Белёв и Тюратам.
Мягкая посадка на Марс является сложной научно-технической задачей. Во время разработки станции «Марс-3» рельеф поверхности Марса был изучен слабо, сведений о грунте было крайне мало. Кроме того, атмосфера очень разрежена, возможны сильные ветры. Конструкция аэродинамического конуса, парашютов, двигателя мягкой посадки выбраны с учётом работы в широком диапазоне возможных условий спуска и характеристик марсианской атмосферы, причём их вес минимальный.
В течение 1,5 минут после посадки автоматическая марсианская станция готовилась к работе, а затем начала передачу панорамы окружающей поверхности, но через 14,5 секунд трансляция прекратилась. АМС передала только первые 79 строк фототелевизионного сигнала (правый край панорамы). Полученное изображение представляло собой хаотически расположенные белые, серые и чёрные полосы, на которых нельзя выявить ни единой детали.
Впоследствии предполагали различные причины внезапного прекращения сигнала с поверхности: опасная горизонтальная скорость при посадке («Марс-3» вошёл в атмосферу во время всепланетной пыльной бури, когда скорость ветра вблизи поверхности, по данным «Маринера-9», составляла более 140 метров в секунду), коронный разряд в антеннах передатчика из-за мощной пылевой бури, повреждение аккумуляторной батареи.
Орбитальная станция после отделения спускаемого аппарата выполнила 2 декабря 1971 года торможение и вышла на нерасчётную орбиту искусственного спутника Марса с периодом обращения 12 суток 16 часов 3 минуты (планировалась орбита с периодом обращения 25 часов). О причинах выхода на нерасчётную орбиту нет сведений из авторитетных источников. Впоследствии предполагали различные причины: недостаточно оттестированное программное обеспечение, поэтому время работы двигателя при торможении оказалось меньше расчётного, повышенный расход топлива при коррекциях траектории вызванный нештатной работой ракеты-носителя.
23 августа 1972 года ТАСС сообщил о завершении программы полёта. «Станция свыше 8 месяцев осуществляла комплексную программу исследования Марса. За это время станция совершила 20 оборотов вокруг планеты. АМС продолжала исследования до исчерпания азота в системе ориентации и стабилизации».
В 2002 году в журнале «Космические исследования» опубликована статья, в которой о работе «Марс-3» на околомарсианской орбите указано следующее: «В течение четырёх месяцев проводились ИК-радиометрия, фотометрия, измерения состава атмосферы, магнитного поля и плазмы».
Разработчики фототелевизионной установки (ФТУ) использовали неправильную модель Марса, из-за чего были выбраны неверные выдержки. Снимки получались пересветлёнными, практически полностью непригодными. После нескольких серий снимков (в каждой по 12 кадров) фототелевизионная установка не использовалась.

## Прибор оценки проходимости
ПрОП-М — первый в мире марсоход. Назначение — измерение плотности грунта. Над прибором на ВНИИТрансмаш на протяжении пяти лет трудились 150 человек во главе с конструктором Александром Леоновичем Кемурджианом.
Одинаковые марсоходы ПрОП-М входили в состав автоматических марсианских станций, которые были доставлены на поверхность Марса в 1971 году спускаемыми аппаратами советских межпланетных станций «Марс-2» и «Марс-3». Спускаемый аппарат «Марс-2» разбился при посадке. Спускаемый аппарат «Марс-3» совершил мягкую посадку 2 декабря 1971 года, но сигнал с марсианской станции пропал через 14,5 секунды. Информация с марсохода не была получена.

## Поиск места посадки
В рамках выполнения программы полёта Mars Reconnaissance Orbiter проводились попытки найти место посадки аппарата «Марс-3», наряду с поисками других марсианских автоматических станций, запущенных человечеством в XX веке. Долгое время станцию не удавалось обнаружить в предполагаемых координатах посадки. В 2012—2013 годах любители космонавтики во главе с известным блогером и популяризатором космических исследований Виталием Егоровым (Zelenyikot) произвели визуальный просмотр и анализ снимков высокого разрешения предполагаемой зоны посадки станции, которые были сделаны в 2007 году спутником Mars Reconnaissance Orbiter.
В результате были выявлены объекты, являющиеся элементами спускаемого аппарата «Марс-3». На снимках были идентифицированы автоматическая марсианская станция, парашют, двигатель мягкой посадки и аэродинамический тормозной экран. В поисках им помогали специалисты НАСА, ГЕОХИ, РКС, НПО им. Лавочкина

## Сравнение с АМСМаринер-9
- Тепловое излучение грунта, по которому определялась его структура, исследовалось не только в инфракрасном, но (в отличие от «Маринера-9») и в радиодиапазоне[12].
- Получены фотометрические профили Марса глобального характера во многих спектральных диапазонах. Таких измерений «Маринер-9» не проводил[12].
- Определялось содержание воды в атмосфере. Методика измерения использовала область спектра, где доминирует отражённое солнечное излучение, а не тепловое, и интенсивность полосы почти не зависит от вертикального распределения температуры. Такая методика, в принципе, совершеннее методики использованной на «Маринере-9»[12].

## Места посадок автоматических станций на Марс
Спирит

Оппортьюнити

Соджорнер
Викинг-1

Викинг-2

Феникс

Марс-3

Кьюриосити
Скиапарелли